# Abdruck (Drucktechnik)

Manfred Behrens: Woody Allen. Beispiel eines Abdrucks durch Holzschnitt, fertiger Druck links, Druckplatte rechts

Ein Abdruck in der Drucktechnik bezeichnet die Vervielfältigung einer Druckvorlage durch eines von mehreren Kopierverfahren.

## Beispiele für Kopierverfahren
Bei der Monotypie wird ein Bild oder eine Zeichnung auf eine Glas-, Igelit-, Acryl- oder Metallplatte aufgebracht und, solange die Farbe noch feucht ist, mittels Presse oder Handabreibung auf einen Bogen Papier gedruckt. Durch die Art der Technik ist eine schnelle Realisierung eines Abdrucks möglich, jedoch kann auf diese Weise nur ein einzelner Abdruck gewonnen werden. 
Das Bild wird bei der Lithographie mit einer fetthaltigen Substanz auf einen Kalkstein gezeichnet und der Stein danach chemisch präpariert. Die anschließend aufgetragene Druckfarbe haftet nur auf dem Fettgrund der Zeichnung und erzeugt so einen spiegelbildlichen Abdruck der Zeichnung.
Beim reliefartigen Druckstock des Holzschnitts werden die erhabenen Teile eingefärbt. Der Abdruck erfolgt durch Handabreibung oder durch eine Druckpresse.
Der Bleisatz setzt einzelne Lettern (Einzelbuchstaben) zu einem Text in einem Druckstock zusammen. Wie beim Holzschnitt erfolgt der Abdruck durch Einfärben der erhabenen Lettern, nach dem Abdruck kann der Druckstock wieder in seine Einzelteile zerlegt und die Lettern neu verwendet werden.